# Big Dig

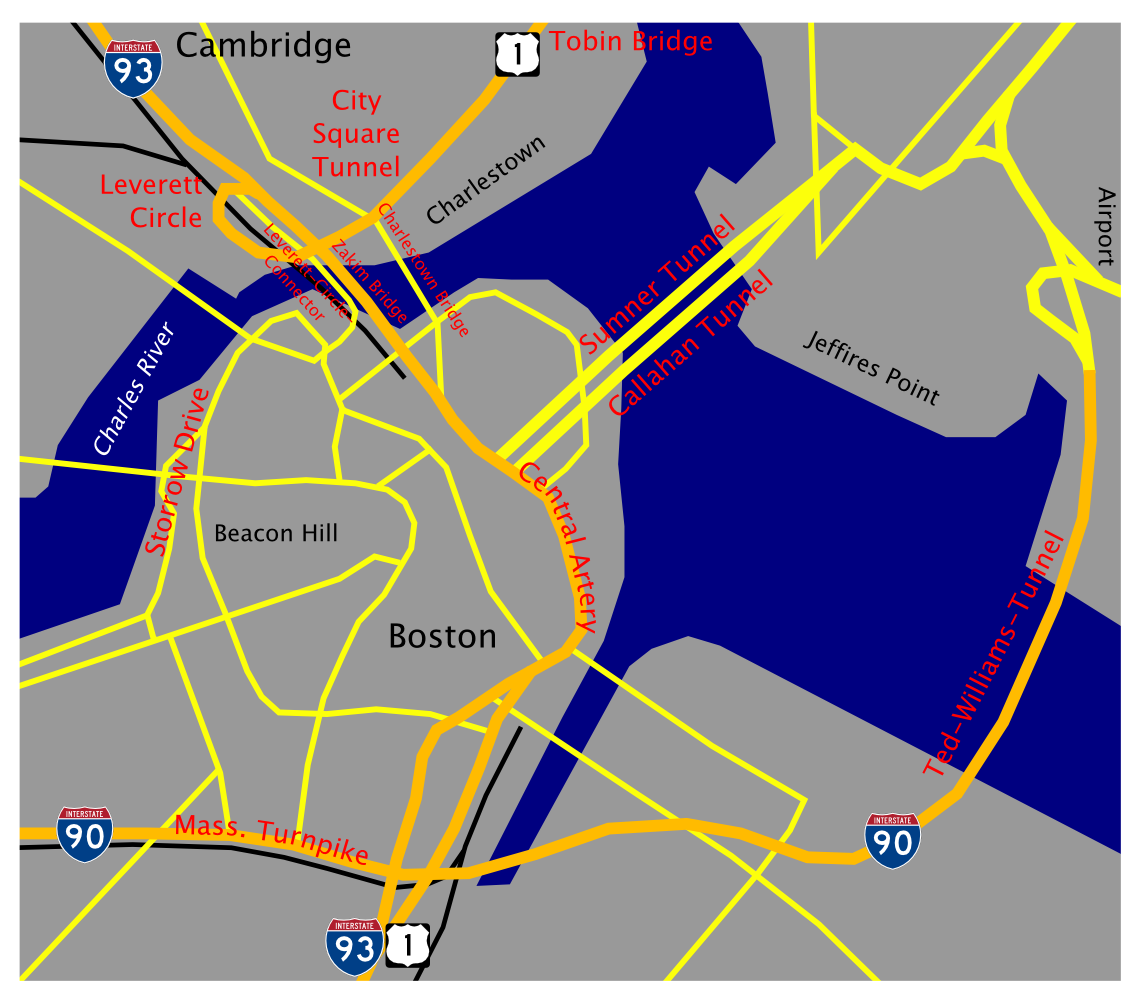
Das „Big-Dig“-Projekt in Boston

Der Big Dig (etwa: „Das große Graben“) war ein städtebauliches Großprojekt in Boston. Die Bauarbeiten erfolgten von 1991 bis 2006. Offiziell wurde der Big Dig zum 31. Dezember 2007 für abgeschlossen erklärt.
Herzstück des Big Dig war das Bauvorhaben, mit dem die meistgenutzte Stadtautobahn der Stadt, der John F. Fitzgerald Expressway, in einen Tunnel verlegt wurde. Die offiziell als Central Artery/Tunnel Project (CA/T) bezeichnete und seit 1982 geplante Tieferlegung der zentralen Stadtautobahn, verbunden mit einer neuen unterirdischen Querung des Charles River war eines der aufwendigsten Tiefbauprojekte der Welt.

Metropolitan Highway System

Auf dem Höhepunkt der Bauarbeiten waren 5000 Arbeitnehmer mit dem Central-Artery-Projekt beschäftigt. 2004 konnte die Stelzenautobahn abgebaut werden. Errichtet wurde – mit über 80 Prozent Bundesmitteln – ein technokratischer Kompromiss. War die tiefgelegte Stadtautobahn ursprünglich auf 240.000 Fahrzeuge pro Tag ausgelegt, so wurden für 2016 sogar Zahlen von täglich mehr als 530.000 frequentierenden Fahrzeugen genannt.
Die Oberflächengestaltung fiel zwar etwas weniger grün aus als sich dies ökologische Bürgerinitiativen vorgestellt hatten, die urbanistischen Auswirkungen gelten aber als positiv. Insbesondere konnte so die Abgeschnittenheit Bostons von seiner in den letzten Jahrzehnten erfolgreich revitalisierten Waterfront beseitigt werden. Dies wurde maßgeblich durch den Rose Fitzgerald Kennedy Greenway erreicht. Dieser auch einfach „The Greenway“ genannte Stadtpark bildet heute ein neugeschaffenes grünes Bindeglied zwischen den Geschäftsvierteln, dem historischen Stadtkern und der Uferzone Bostons. Insgesamt wurden im Rahmen des Big Dig auf einer frei gewordenen Fläche von mehr als 1,2 Quadratkilometern ungefähr 5000 Bäume und weitaus mehr als 30.000 Büsche und Sträucher neu angepflanzt.
Die Gesamtkosten des Big Dig beliefen sich nach Mitteilung der Massachusetts Turnpike Authority auf 14,6 Milliarden Dollar, das entspricht mehr als dem Fünffachen der ursprünglich anvisierten 2,6 Milliarden Dollar. Die durch die Tieferlegung der Stadtautobahn gewonnenen Freiflächen haben in etwa elf Hektar betragen, die Kohlenstoffmonoxid-Belastung Bostons soll durch das Bauwerk um etwa zwölf Prozent gesunken sein.

## Historischer Hintergrund
Bostons verzweigte Straßen wurden schon lange vor dem Aufkommen des Automobils angelegt. In der Mitte des 20. Jahrhunderts brachten die Automassen in den Straßen der Innenstadt den Verkehr regelmäßig zum Erliegen. Der Beauftragte für öffentliche Arbeiten, William Callahan, brachte Pläne für eine Hochautobahn vor, die schließlich 1951 bis 1959 zwischen der Innenstadt und dem Ufer gebaut wurde.
Die Central Artery wurde errichtet, bevor die strengen Interstate Highway Standards unter der Regierung Eisenhowers entwickelt wurden. Daher war die Autobahn von scharfen Kurven, einer übermäßigen Zahl von Ein- und Ausfahrten und Einfahrten ohne Spur zum Einordnen gekennzeichnet.

## Frühe Planung
Eine Tieferlegung der sechsspurigen Central Artery wurde seit den 1970er Jahren intensiv diskutiert. Die auf eine Kapazität von 75.000 Autos pro Tag ausgelegte Hochstraße war mit über 200.000 Autos pro Tag hoffnungslos überlastet, zudem zeigte die Stahlträgerkonstruktion deutliche Ermüdungserscheinungen. Eine schrittweise Sanierung des existierenden Bauwerks und die damit verbundenen Verkehrsbehinderungen hätten ein jahrelanges totales Verkehrschaos in der Bostoner Innenstadt bewirkt.
Weiterhin legten die negativen urbanistischen Effekte einer Stelzenautobahn speziell in potenziell hochpreisigen, innerstädtischen Immobilienlagen eine Tunnellösung nahe. Mit der Neugestaltung der „Hauptschlagader“ des Individualverkehrs verbanden Umweltaktivisten die Hoffnung auf eine erneuerte, grünere Innenstadt. Die Bostoner Architektenschaft erhoffte sich hingegen vermehrte Bauaufträge in den freiwerdenden zentralen Lagen. Auch sollte eine direkte Autobahnverbindung unter dem Fluss zum Flughafen der Stadt geschaffen werden.

## Vorplanungen
Die Planung für das Projekt begann offiziell 1982, die Umweltverträglichkeitsstudien 1983.
Nach Jahren des umfangreichen Werbens für Bundesmittel, passierte 1987 ein Finanzierungsplan den U.S. Kongress, dieser wurde aber von Präsident Ronald Reagan als zu teuer abgelehnt. Als der Kongress Reagans Veto aufhob, erhielt das Projekt grünes Licht und die Basis zum ersten Spatenstich 1991 war gelegt worden.

## Hindernisse

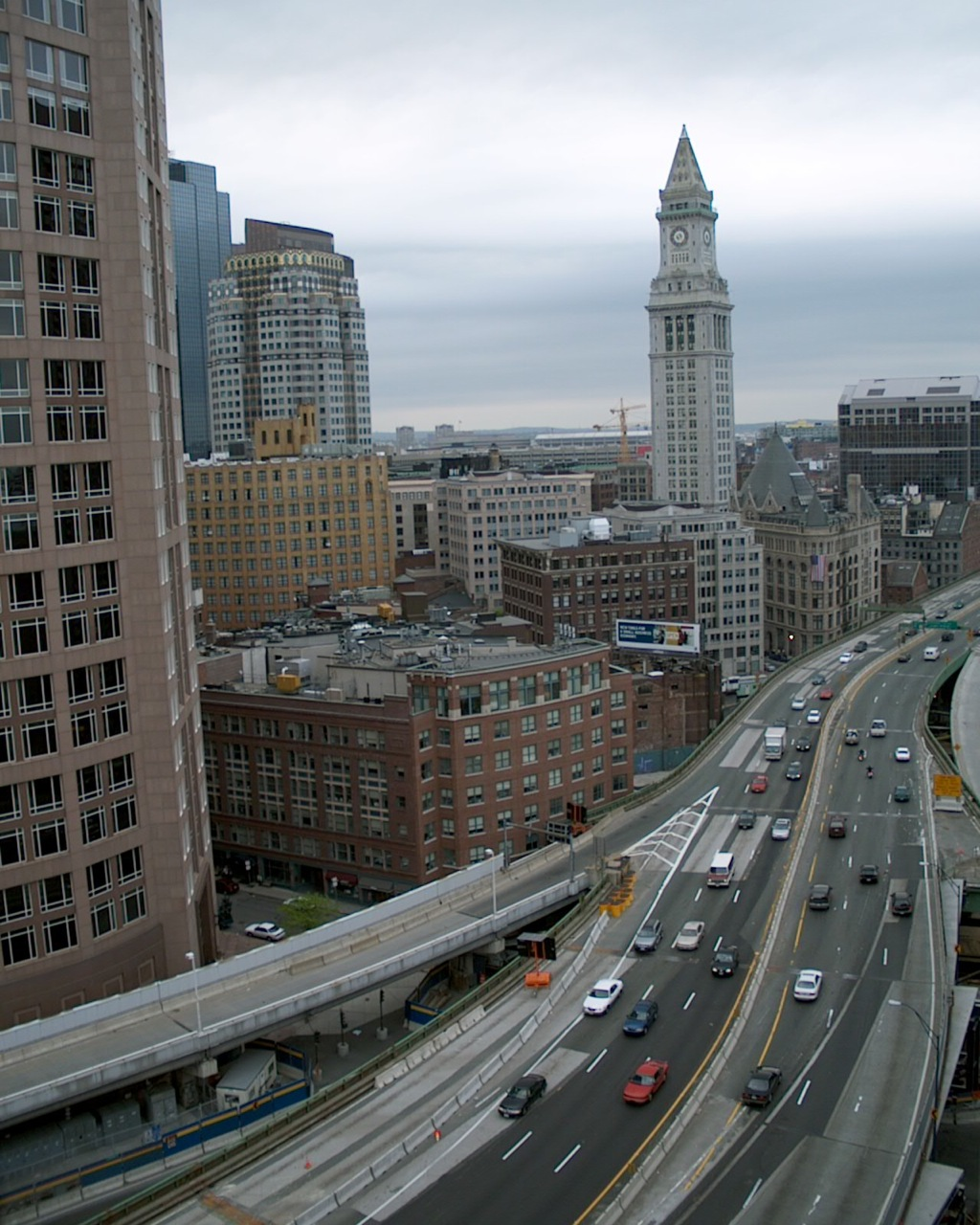
Boston Harbourfront vor dem Big Dig (2002)

Zusätzlich zu den finanziellen Schwierigkeiten stand das Projekt mehreren Umwelt- und ingenieurtechnischen Hindernissen gegenüber. So besteht der Grund der Innenstadt, durch den die Tunnel gegraben werden sollten, größtenteils aus Geländeauffüllung. Zudem wird eine Untergrundbahn gequert und es mussten unzählige Rohre und Schächte ersetzt oder verschoben werden.
Die Arbeiter stießen auf viele unerwartete geologische und archäologische Barrieren, von Eisschutt über Fundamente begrabener Häuser bis hin zu mehreren versunkenen Schiffen, die in der Bauzone lagen.
Nur mit Hilfe hochentwickelter Bautechniken war es möglich, eine derart wichtige Verkehrsachse zu bauen, ohne den Verkehrsfluss übermäßig einzuschränken. So wurden Schlitzwände in über 36 Metern Tiefe gegründet, welche die Masten der bisherigen Autobahntrasse während der Bauzeit abfingen und die gesamte Baugrube stabilisierten.
Ein anderes Hindernis war der Südbahnhof, dessen sieben Gleise täglich von 400 Zügen und über 40.000 Pendlern genutzt werden. Statt wie anfänglich geplant die Gleise mehrfach zu verschwenken, baute man stattdessen auch hier eine spezielle Abfangkonstruktion, unter welcher der Autobahntunnel hindurchgegraben wurde. Zudem wurde in der Umgebung der Baugrube der Boden vereist, um die Stabilität weiter zu erhöhen.
Für den kreuzenden U-Bahn-Tunnel wurde eine unterirdische Betonbrücke errichtet, die auf dem Baugrubenfundament gründete und ihn so abfing und stabilisierte.

## Bauphase

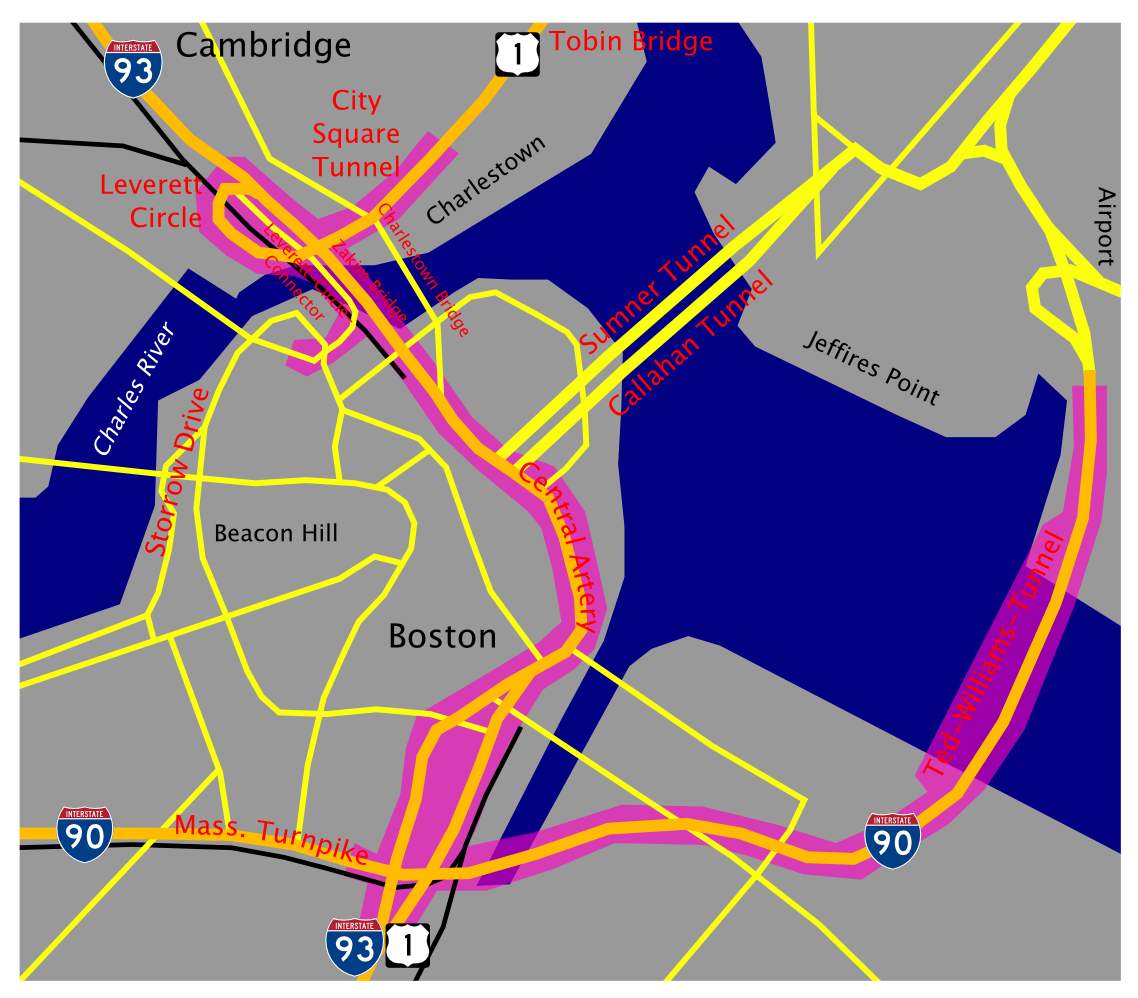
Bauten des „Big-Dig“-Projektes

Das Hauptprojekt des Central-Artery-Tunnelprojektes wurde in Konstruktion und Bau durch die Massachusetts Turnpike Authority geleitet und von einem Joint Venture der Bechtel Corporation und Parsons Brinckerhoff überwacht. Wegen des enormen Umfangs des Projektes, das die Möglichkeiten einer einzelnen Firma weit überstieg, wurde der Big Dig in Dutzende kleinere Teilprojekte aufgespalten und unter verschiedene Auftragnehmer verteilt.
Die Hauptauftragnehmer des Projektes waren Jay Cashman, Modern Continental, Obayashi Corporation, Perini Corporation, Peter Kiewit Sons’ Incorporated, J.F. White und die Slattery division of Skanska USA. Insgesamt erhielt dabei Modern Continental die meisten Verträge, Joint Ventures eingeschlossen.
Einer der strittigsten Punkte des Gesamtprojektes war die Querung des Charles River. Insbesondere Umweltschützer forderten eine vollständig unterirdische Streckenführung, die aber als zu kostspielig zurückgewiesen wurde. Als schließlich der Stichtag für den Baubeginn der Verbindung zwischen Tobinbrücke und Charles-River-Querung immer näher rückte, setzte sich Salvucci über die Einwände hinweg und wählte eine Variante des später als „Schema Z“ bekannt gewordenen Plans. Diese schien relativ kosteneffektiv, hatte aber zur Folge, dass direkt neben dem Charles River Autobahnrampen 30 Meter in die Höhe wachsen würden. Die Stadt Cambridge protestierte daraufhin gegen diese Landschaftsverschandelung und erhob Klage, um dem Projekt das Umweltzertifikat zu entziehen. Die gesamte Flussquerung musste daraufhin neugeplant werden, während der Zubringer zur Tobinbrücke bereits in Bau war. Der Plan, auf den man sich schließlich einigte, verlegte dieses Streckenstück dann in einen Tunnel (den sogenannten „City Square Tunnel“ nach dem Namen des Platzes, den er unterquert). Die Kosten stiegen durch diese Änderung der Anbindung der U.S.-Route 1 und die Änderungen an den bereits vorhandenen Tunnelbauwerken erheblich.
Die blauen Tonminerale und andere aus den Tunnels entfernte Böden wurden verwendet, um viele lokale Deponien zu bedecken, den Granitschienen-Steinbruch in Quincy aufzufüllen, und die Oberfläche der Spectacle-Insel im Boston Harbor Islands Nationalpark wiederherzustellen.

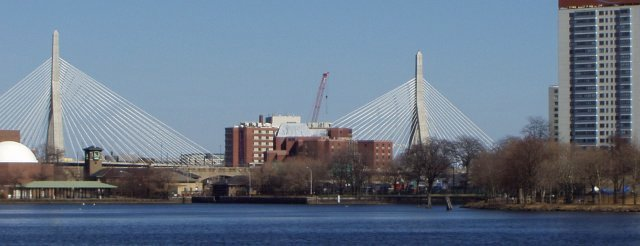
Leonard P. Zakim Bridge

Die Leonard P. Zakim Bunker Hill Memorial Bridge, entworfen vom schweizerischen Bauingenieur Christian Menn, bildete schließlich den Abschluss des Projektes, die unterirdische Stadtautobahn mit der I-93 und der US 1 zu verbinden. Die markante Schrägseilbrücke wird durch zwei gabelförmige verbundene Pylone getragen, an denen die Kabel und Fahrbahnträger befestigt sind.
Im Jahr 1999 wurde die Leverett-Circle-Anbindung, eine Schwesterbrücke der Zakimbrücke, für den Verkehr von der I-93 zum Storrow Drive in Betrieb genommen. Auch dieses Projekt war über viele Jahre in Planung, wurde aber lange Zeit von den wohlhabenden Einwohnern von Beacon Hill bekämpft. Dieser Widerstand bröckelte schließlich, da nur so der Verkehr zum Storrow Drive und zur Bostoner Innenstadt kanalisiert und von den innerstädtischen Straßen weggeleitet würde. Für die Anbindung konnten zwei Rampen verwendet werden, die ursprünglich für die Interstate 695 vorgesehen waren. Das erhöhte die Kapazität der I-93, die jetzt auch den Verkehr aufnehmen konnte, der nach den Originalplänen über die I-695 geführt worden wäre.
Bei Baubeginn wurden die Projektkosten, einschließlich der Charles-River-Querung, auf 5,8 Milliarden US-$ geschätzt. Bereits während der Bauphase waren die Kostenüberschreitungen aber so hoch, dass der Vorsitzende der Massachusetts Turnpike Authority, James Kerasiotes, im Jahr 2000 entlassen wurde. Sein Nachfolger musste sich auf eine Grenze von 8,55 Milliarden US-$ verpflichten. Die Gesamtkosten beliefen sich schließlich auf 15 Milliarden US-$.

## Endphase

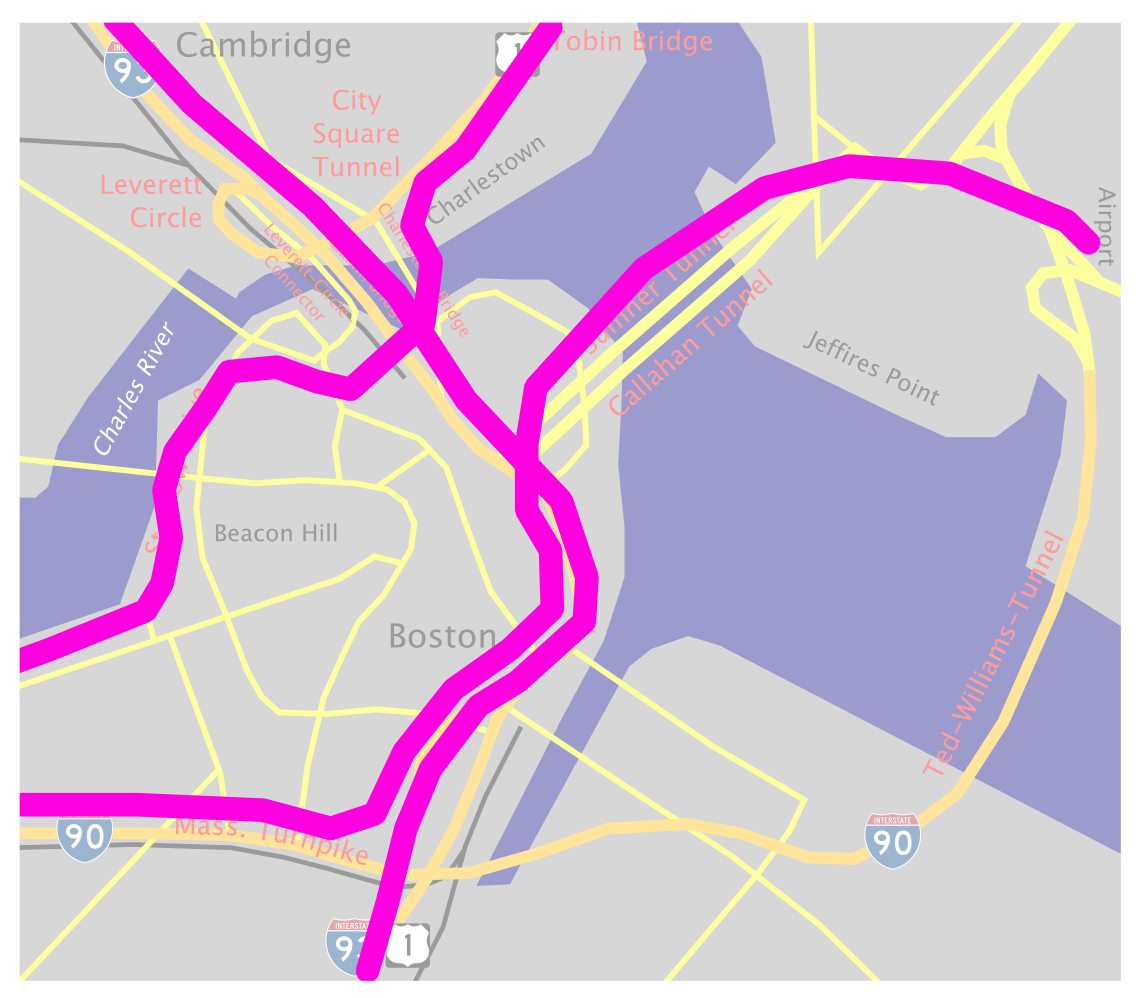
Verkehrsströme vor dem Bau des „Big Dig“

Am 17. Januar 2003 wurde die Eröffnung des I-90-Verbindungstunnel gefeiert, das Verlängern der Massachusetts Turnpike (Interstate 90) östlich in den Ted-Williams-Tunnel, und vorwärts zum Logan Flughafen. (Der Williams Tunnel war seit Ende 1995 fertiggestellt und im beschränkten Gebrauch für den Handelsverkehr und für „high-occupancy vehicles“ (Fahrzeuge mit mindestens zwei Personen) freigegeben.) Die nach Westen führende Fahrtrichtung öffnete am Nachmittag des 18. Januar, die nach Osten führende am 19. Januar.

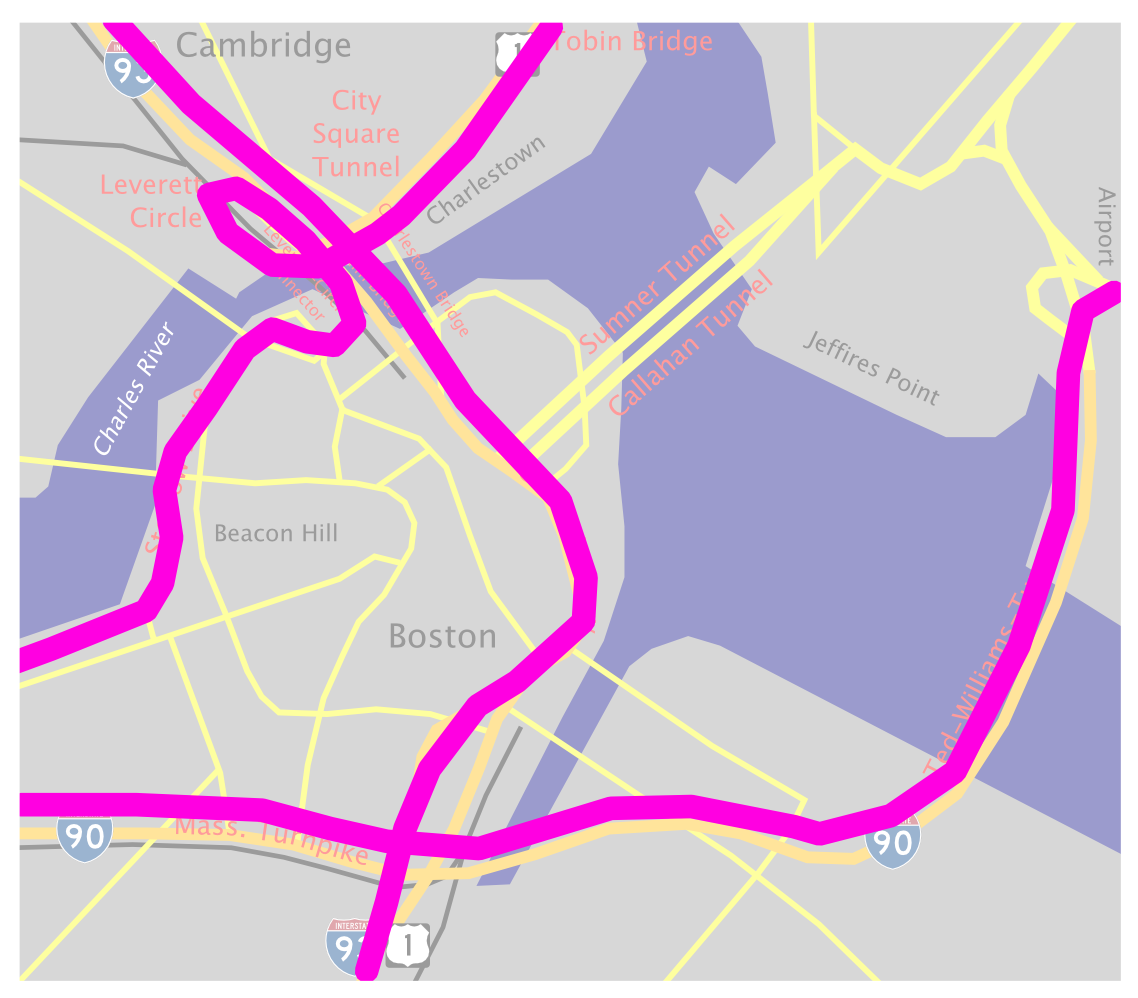
Verkehrsströme nach Inbetriebnahme aller „Big Dig“-Bauten

Die nächste Phase, in der die Hochstraße Interstate 93 unter die Erde verlegt werden sollte, wurde in zwei Abschnitten durchgeführt. Die nordwärts führenden Fahrspuren wurden im März 2003 freigegeben, die südwärts verlaufenden in einer vorläufigen Anordnung am 20. Dezember 2003. Ein Tunnel unter dem Leverett Circle, der den ostwärts führenden Storrow Drive mit der Interstate 93 Richtung Norden und der Tobin-Brücke verbindet, wurde am 19. Dezember 2004 eröffnet, um die auftretenden Verkehrsstaus um den Kreisverkehr zu verringern. Die letzten südwärts führenden Fahrspuren der Interstate 93 inklusive der linken Spur der Zakim-Brücke und des instandgesetzten Dewey Square Tunnel wurden am 5. März 2005 für den Verkehr eröffnet.

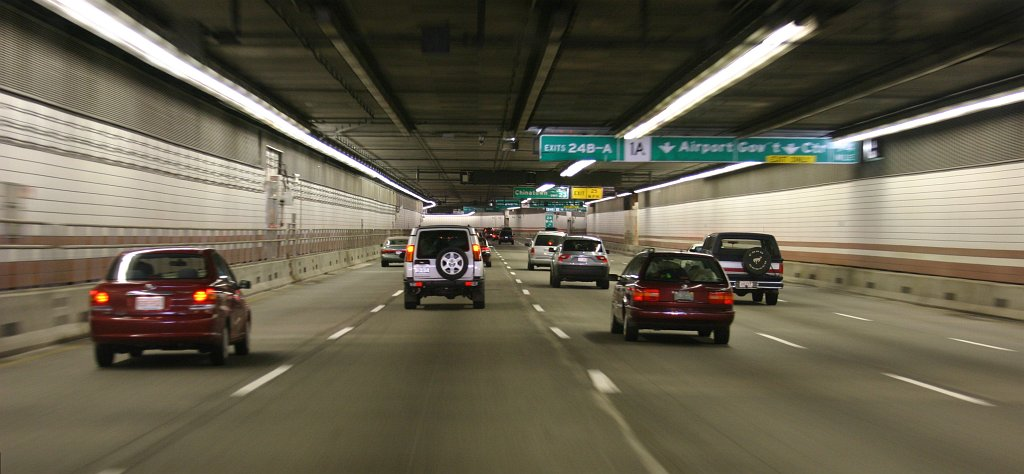
Interstate 93 Tunnel

Im September 2004 kam es zu einem Wassereinbruch im Nordtunnel, in dessen Folge der Tunnel vorübergehend geschlossen werden musste. Im Rahmen der darauffolgenden Untersuchung gab das Projektmanagement zu, dass der Tunnel über 1000 Lecks aufwies. Neue Berichte zeigten, dass selbst noch im März 2007 monatlich 7,2 Millionen Liter Wasser aus dem Tunnel abgepumpt wurden. Die Lecks sind auf teilweise minderwertigen Beton und Risse im Beton zurückzuführen und waren der Grund für eine Schadenersatzklage gegen mehrere der beteiligten Baufirmen.
Am 10. Juli 2006 stürzten zwei Deckenplatten mit einem Gesamtgewicht von 2,6 Tonnen auf ein im Tunnel fahrendes Auto und verletzten die 38-jährige Beifahrerin Milena Del Valle tödlich. Der Einsturz erfolgte im Interstate 90-Ost-Tunnel auf der Höhe der D-Street. Als Folge des Einsturzes wurden alle Deckenplatten gleicher Bauart im I-90-Ost- und I-90-West-Tunnel entfernt und der I-90-Tunnel wurde für mehrere Monate gesperrt. Genau ein Jahr später veröffentlichte das NTSB ihren Bericht, in dem festgestellt wurde, dass die Verwendung von minderwertigem Epoxidharz bei der Verklebung der Deckenbolzen den Unfall verursacht hatte und somit Fahrlässigkeit der involvierten Baufirmen vorlag. Der Bundesstaat Massachusetts bot dem Baukonsortium Bechtel Parsons-Brinckerhoff am 14. Juli 2007 einen Vergleich an, dass gegen eine Zahlung von 1 Milliarde Dollar von einem Gerichtsprozess abgesehen würde. Dieses Angebot wurde von den Medien heftig kritisiert, da im Falle eines Prozesses die Strafe für Bechtel Parsons-Brinckerhoff deutlich höher ausfallen sollte.
Im Anschluss an umfassende Inspektionen und Reparaturen wurden die Interstate-90-Ost- und West-Strecken Anfang Januar 2007 wiedereröffnet.

## Erweiterungen
Das Projekt umfasst auch den Aufbau des Ted-Williams-Tunnels als Erweiterung der Interstate 90 zum Logan International Airport, der Zakim-Bunker-Hill-Brücke über den Charles River und des Rose-Kennedy-Greenway-Parks auf dem Gelände der vorherigen Autobahn. Ursprünglich beinhaltete der Plan auch eine als North-South Rail Link bezeichnete Bahnverbindung zwischen den zwei wichtigsten Bahnhöfen Bostons.

## Kosten
Der Big Dig war das bis dahin teuerste Straßenbauprojekt der Vereinigten Staaten. 1985 anfänglich auf 2,8 Milliarden US-Dollar geschätzt, betrugen die Gesamtkosten bis Ende 2007 mehr als 14,6 Milliarden, die vornehmlich aus Steuergeldern des Bundes und außerdem aus Mitteln des Staates Massachusetts finanziert wurden. Im Laufe der Projektdurchführung kam es zu strafrechtlichen Ermittlungen, explodierenden Kosten, mangelhaftem Management und der Verwendung minderwertiger Materialien. Der Attorney General von Massachusetts erwägt Schadensersatzklagen in Höhe von 108 Millionen US-Dollar gegen mehrere Bauunternehmen, um den Bundesstaat für die schlechte Arbeit zu entschädigen.

## Vergleichbare Projekte
- Cross-City-Tunnel in Sydney
- Dublin Port Tunnel in Dublin
- Carmel Tunnels in Haifa